# Jamides tryphiodorus
Jamides tryphiodorus är en fjärilsart som beskrevs av Hans Fruhstorfer 1916. Jamides tryphiodorus ingår i släktet Jamides och familjen juvelvingar. Inga underarter finns listade i Catalogue of Life.